# Ceratostylis muscicola
Ceratostylis muscicola är en orkidéart som beskrevs av Johannes Jacobus Smith. Ceratostylis muscicola ingår i släktet Ceratostylis och familjen orkidéer. Inga underarter finns listade i Catalogue of Life.